# Epipsilia hyrcana
Epipsilia hyrcana là một loài bướm đêm trong họ Noctuidae.